# Zentgrafenschule
Die Zentgrafenschule ist eine drei- bis vierzügige Grundschule mit Vorklasse und Ganztagszweig in Frankfurt am Main. Das Schulgelände erstreckt sich zwischen Wilhelmshöher Straße, Wichern- und Hochstädter Straße im Stadtteil Seckbach. Im Schuljahr 2008/09 wurde die Zentgrafenschule von rund 360 Schülerinnen und Schülern aus 26 Nationen besucht. Weltweit gibt es nur eine Schule dieses Namens.

## Geschichte

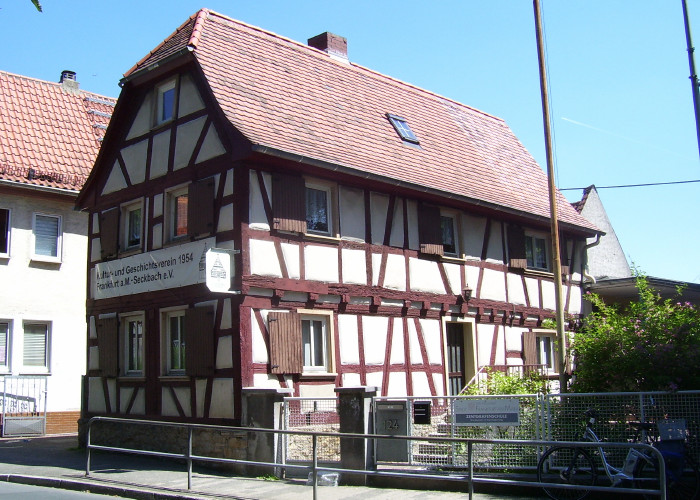
Ehemaliges Pedellhaus

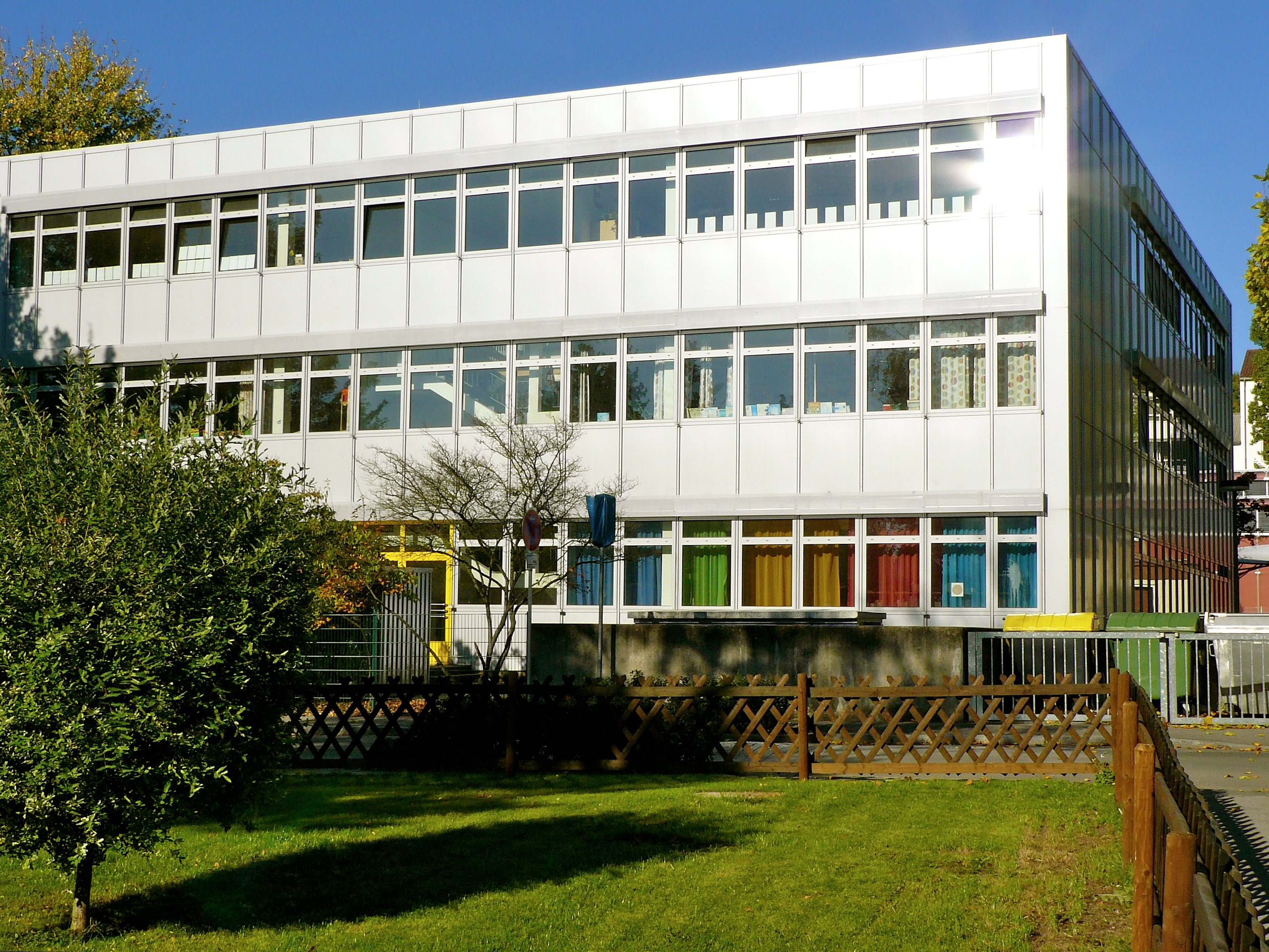
Neubau des Ganztagszweiges an der Hochstädter Straße

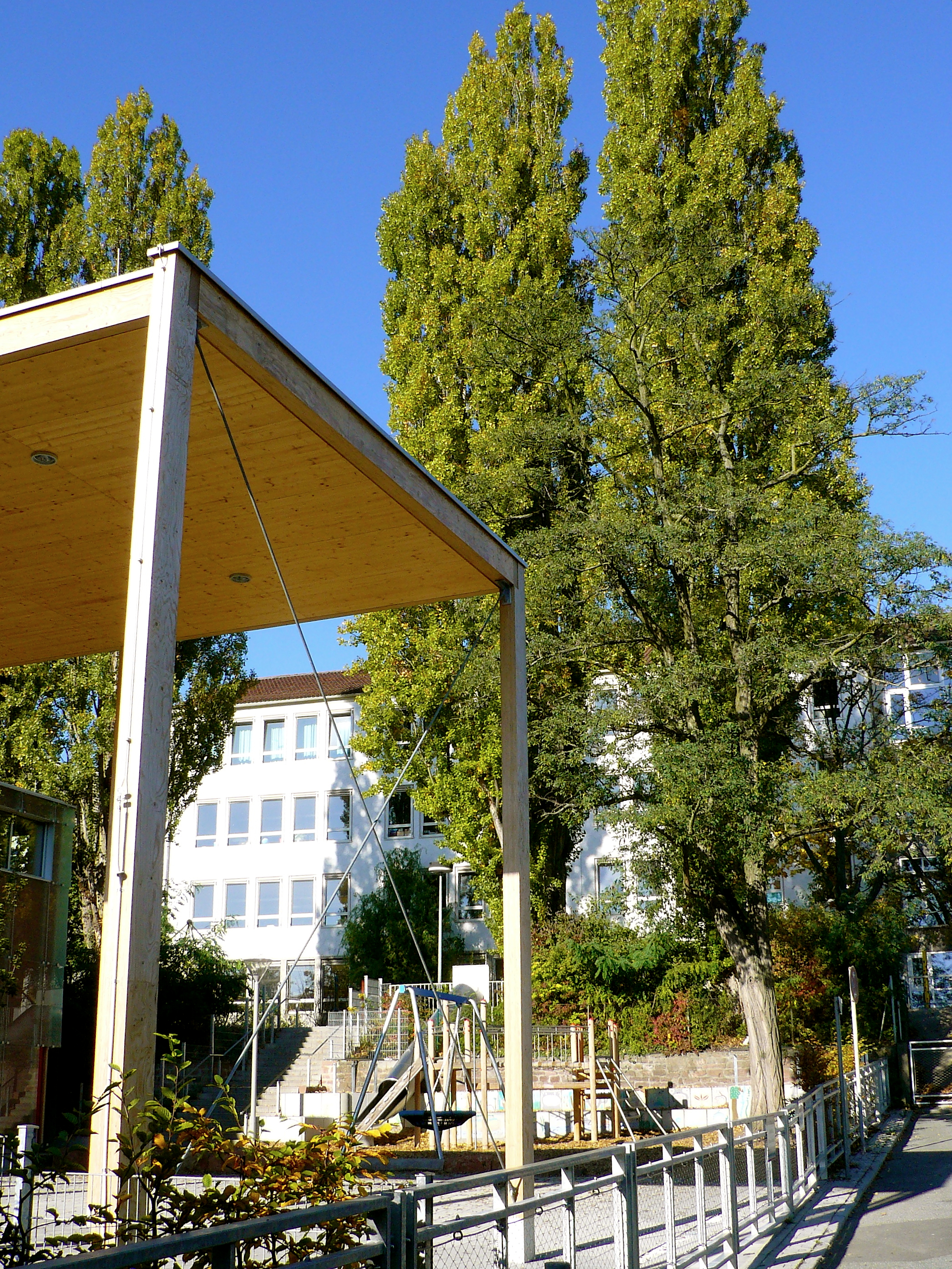
Blick von der Wichernstraße zum Hauptgebäude

Nach den heute bekannten Fakten beginnt Seckbachs Schulgeschichte in den 1660er Jahren. Seckbach ist lutherisch geprägt. Die ortsansässige lutherische Gemeinde ruft eine eigene Schule ins Leben. Deren Schüler und Lehrer müssen jedoch zunächst im Seckbacher Rathaus unterrichtet werden, weil keine geeigneten Räumlichkeiten zur Verfügung stehen und auch nicht kurzfristig geschaffen werden können. Erst ein knappes halbes Jahrhundert später, im Jahr 1709, errichtet die lutherische Gemeinde das Lutherische Schulhaus, ein Fachwerkhaus. Es steht noch immer der heutigen Zentgrafenschule gegenüber in der Wilhelmshöher Straße 135. Im Erdgeschoss entstehen zwei Schulräume, im Obergeschoss eine Wohnung für den Lehrer. Nur ein Jahr später kann auch die barocke Marienkirche am Hang darüber geweiht werden. Kinder und Lehrer der lutherischen Schule sind nun in direkter Nähe des neuen Gotteshauses untergebracht.
Bis zum Jahr 1764 ist aus den Steinen der ehemaligen Bergkirche St. Elisabeth aus Kirchberg, einem Ort zwischen Bergen und Seckbach, die reformierte Peterskirche am östlichen Ortsausgang nach Bergen errichtet worden. Nach der Vereinigung von reformierter und lutherischer Landeskirche im Jahr 1834 wird sie jedoch nicht mehr gebraucht und zum zweiten Schulhaus Seckbachs umgebaut. Angesichts wachsender Schülerzahlen reicht die Alte Schule längst nicht mehr aus. 1874, drei Jahre nach der Gründung des Deutschen Reiches (18. Januar 1871), gibt es 275 Schüler in Seckbach. Diese sind in drei Klassen aufgeteilt. Zwei davon werden in der ehemaligen Peterskirche untergebracht, eine in der Alten Schule.
Am 17. August 1879 kann schließlich die Neue Schule Seckbachs eingeweiht werden. Sie entsteht auf dem Hof des Eierhändlers Christoph Henß in der Wilhelmshöher Straße 124. Eine ehemalige Scheune wird zum Schulgebäude, ein früherer Stall zur Turnhalle. Über der Turnhalle wird eine Lehrerwohnung geschaffen. Der Pedell wohnt in einem Fachwerkhaus in der Wilhelmshöher Straße 24 a, das noch heute auf dem Schulgelände steht. Seit 2004 ist das Heimatmuseum Seckbach darin untergebracht.
So richtig eng wird es um 1900, als es in Seckbach 520 schulpflichtige Kinder gibt. Vier Grundschulklassen sind in der Neuen Schule untergebracht, vier Oberklassen in der Alten Schule gegenüber. Sammlungs- und Nebenräume gibt es nicht. Nach der Eingemeindung Seckbachs nach Frankfurt am 1. Juli 1900 muss die Neue Schule Seckbachs einen richtigen Namen haben, um innerhalb der Frankfurter Schullandschaft korrekt identifiziert werden zu können. So wird aus Seckbachs Neuer Schule im Jahr 1908 die Zentgrafenschule. Der Name geht auf die mittelalterlichen Zentgrafen (lateinisch centenarius) zurück. Nach germanischem Stammesrecht waren sie regionale Stellvertreter der Grafen. Zuständigkeitsbereiche der Zentgrafen waren Teile eines Gaues, die Kantone oder Zenten (lateinisch centena). Der Bezug des Namens zu Seckbach ergibt sich aus daraus, dass die frühere Landgemeinde unter anderem zur Grafschaft Hanau und später zur Landgrafschaft Hessen-Kassel gehört hatte.
1930 wird für Schüler der Zentgrafenschule ein während der Ägide von Stadtbaumeister Ernst May entstehender Unterstandpavillon im Huthpark errichtet, der eigens mit Duschen und Toiletten ausgestattet wird. Die Schule nutzt den Huthpark für ihren Sportunterricht.
Nach dem Zweiten Weltkrieg verschärft sich die Raumnot weiter, auch durch den Zuzug Heimatvertriebener, die die Zentgrafensiedlung in der Zentgrafenstraße errichten. 430 Seckbacher Kinder werden in elf Klassen unterrichtet. Da nur vier Räume dafür zur Verfügung stehen, muss in drei Schichten unterrichtet werden, von früh morgens bis spät abends. Für Schüler und Lehrer ist dies neben den Schwierigkeiten der unmittelbaren Nachkriegsjahre eine unerträgliche Belastung. Der Pedell muss während des Winterhalbjahres sehr früh morgens bis zu zehn Kohleöfen anheizen, damit Schüler und Lehrer einigermaßen erträgliche Temperaturen vorfinden.
Vor allem entlang der Wilhelmshöher Straße gab es Bombenschäden, die Marienkirche und ihr großes Gemeindehaus werden 1944 zerstört. Die evangelische Gemeinde Seckbachs erwirbt daher von der Stadt die frühere Peterskirche per Kompensationsgeschäft zurück, um sie bis zum Neuaufbau der Marienkirche nutzen zu können. Die Stadt erhält von der Mariengemeinde im Gegenzug kirchlichen Grundbesitz zwischen der Wilhelmshöher Straße und der Schulstraße (heutige Hochstädter Straße). Dieses Areal kann nun für einen Erweiterungsbau der Zentgrafenschule genutzt werden, der in den Jahren 1952/53 entsteht, das heutige Hauptgebäude.
Von 1949 bis 1964 können die Schulkinder die vom Verein in Eigenleistung zwischen 1947 und 1949 wiedererrichtete Turnhalle des Turnvereins Seckbach in der Straße Am Schießrain nutzen. 1964 wird dann endlich die Turnhalle der Zentgrafenschule an der Wichernstraße/Hochstädter Straße eingeweiht.
Durch den Bau der neuen Siedlung am Atzelberg ab dem Ende der 1960er Jahre/Anfang der 1970er Jahre kommen viele neue Kinder in die Zentgrafenschule, die Schülerzahl der Grundschulklassen wächst dementsprechend an. Gleichzeitig nehmen die Schülerzahlen der oberen Klassen kontinuierlich ab, weil rund zwei Drittel der Schüler ab der 5. Klasse weiterführende Schulen anderer Stadtteile besuchen. Ab dem Schuljahr 1970/71 wird die Zentgrafenschule daher zur reinen Grundschule. Neu ist ein Tagesheimzweig, der zunächst in drei behelfsmäßigen Pavillons an der Hochstädter Straße eingerichtet wird. Schon 1972 entsteht an deren Stelle ein dreigeschossiger Neubau, der 18 Klassen aufnimmt.
1979 feiert die Zentgrafenschule ihr 100-jähriges Bestehen. Im gleichen Jahr brennt der erst sieben Jahre alte Neubau des Ganztageszweiges und wird dabei schwer in Mitleidenschaft gezogen.
Seit 1999 besteht ein als eingetragener Verein konstituierter Förder- und Freundeskreis, der die Schule unterstützt. Seit September 2002 gibt es eine Kooperation mit dem Schachklub 1959 Bischofsheim e. V., mit dessen Unterstützung eine Schach-AG für Schüler der 2. – 4. Klasse aufgebaut wird.
Im Jahr 2009, im 130. Jahr des Bestehens der Schule, kommen nur noch zwei Drittel der Schüler aus Seckbach, ein Drittel kommt wegen des Ganztagsangebotes aus anderen Stadtteilen. Ihr Anteil ist steigend. Alle Schüler können ein warmes Mittagessen in Anspruch nehmen, für Ganztagsschüler ist es Pflicht.

## Bekannte ehemalige Schüler
- Manfred Emmel (* 1945) – Sportler (mehrfacher Deutscher Meister, Europameister und Olympiasieger im Tischtennis)
- Gustav Heinzmann (1920–2006) – Physiker und Erfinder